# Dolná Strehová
Dolná Strehová es un municipio del distrito de Veľký Krtíš en la región de Banská Bystrica, Eslovaquia, con una población estimada a final del año 2024 de 1007 habitantes.
Se encuentra ubicado al suroeste de la región, en la cuenca hidrográfica del río Ipoly —un afluente izquierdo del Danubio— y cerca de la frontera con la región de Nitra y con Hungría.

## Demografía
| Año        | 1994 | 2004    | 2014    | 2024    |
| ---------- | ---- | ------- | ------- | ------- |
| Población  | 1050 | 1017    | 1046    | 1007    |
| Diferencia |      | −3,14 % | +2,85 % | −3,72 % |

| Año        | 2023 | 2024    |
| ---------- | ---- | ------- |
| Población  | 995  | 1007    |
| Diferencia |      | +1,20 % |